# Saloum Delta Nationalpark
Saloum Delta Nationalpark (Parc National du Delta du Saloum) i Senegal er en nationalpark, et verdensarvområde, et ramsarområde og del af et biosfærereservat på Senegals Atlanterhavskyst, syd for Dakar, nord for Gambia.
Deltaet dannes ved udløbet af floderne Saloum og Sine. Nationalparken omfatter 760 km², og blev etableret i 1976. Verdensarvsområdet, som blev etableret i 2011, dækker 1.458 km².
Området ligger ved den østatlantiske rute for trækfugle, og området er vinterhabitat for arter som kongeterne, flamingo, skestork, krumnæbbet ryle, stenvender, Tyndnæbbet Måge og dværgryle. Andre arter i området er rosenpelikan og dværgflamingo.

## Eksterne kilder og henvisninger
- Wikimedia Commons har flere filer relateret til Saloum Delta Nationalpark
- BirdLife IBA Factsheet – Delta du Saloum Arkiveret 3. januar 2009 hos  Wayback Machine. Birdlife International.
- Biosphere Reserve Information – Senegal – DELTA DU SALOUM fra UNESCO
- Parcs et réserves Arkiveret 30. januar 2009 hos  Wayback Machine Senegals myndigheder